# Hispano-Suiza HS21 GTS
Hispano Suiza H21 − prototyp sportowego samochodu wyprodukowanego przez hiszpańską firmę Hispano-Suiza w roku 2002. Zaprezentowano w 2002 roku był przewidywany jako alternatywa dla wyścigów Le-Mans.